# Yves Allainmat
Pour la joueuse française de rugby à XV, voir Céline Allainmat.
Yves Allainmat, né le 6 novembre 1906 à Kérity (Côtes-du-Nord) et mort le 31 mars 1993 à Lorient, est un homme politique français, maire socialiste de Lorient de 1965 à 1973 et député de la cinquième circonscription du Morbihan au cours des troisième et cinquième législatures de la Cinquième République.

## Biographie
Il est instituteur à Saint-Jean-la-Poterie et à Saint-Jean-Brévelay. Il est ensuite professeur et inspecteur en Afrique.
En 1961, il dirige le journal Le Rappel du Morbihan.
Il est élu maire de Lorient lors des élections municipales de 1965 et est réélu en 1971. Il démissionne le 5 juillet 1973 afin de se consacrer à son mandat de député.
Il est député de la cinquième circonscription du Morbihan lors des élections législatives de 1967. Battu par Roger de Vitton (RI) lors des législatives de 1968, qui ont été marquées par un raz-de-marée gaulliste, il retrouve son siège en 1973. Âgé de 72 ans, il décide de ne pas solliciter un nouveau mandat lors des élections législatives de 1978 et soutient le jeune Jean-Yves Le Drian, alors adjoint au maire de Lorient, dont il choisit de devenir le suppléant afin de favoriser l’élection.
Il est vice-président de l'Assemblée nationale en 1977 et 1978.

## Distinctions
- Chevalier de la Légion d'honneur
- Officier de l'ordre des Palmes académiques

## Hommages
- Le stade du Moustoir, principal stade de football de la ville a été officiellement nommé « stade du Moustoir - Yves Allainmat » en son honneur.
- Plusieurs villes de Bretagne ont donné son nom à une rue, notamment Lorient, Saint-Jean-Brévelay, Saint-Jean-la-Poterie[2].

### Sources et bibliographie
- Emmanuel Salmon-Legagneur (dir.) et al. (préf. Yvon Bourges, anc. ministre, prés. du conseil régional de Bretagne), Les noms qui ont fait l'histoire de Bretagne : 1 000 noms pour les rues de Bretagne, Spézet, Coop Breizh et Institut culturel de Bretagne, 1997, 446 p. (ISBN 978-2-84346-032-6), p. 26Notice de Jean Gourhand.